# Лемма о змее
Лемма о змее — инструмент, используемый в математике, особенно в гомологической алгебре, для построения длинных точных последовательностей. Лемма о змее верна в любой абелевой категории и играет ключевую роль в гомологической алгебре и её приложениях, например в алгебраической топологии. Гомоморфизмы, построенные с её помощью, обычно называют связывающими гомоморфизмами.

## Формулировка
В абелевой категории (такой как категория абелевых групп или категория векторных пространств над фиксированным полем), рассмотрим коммутативную диаграмму:
строки которой являются точными последовательностями, а 0 — нулевой объект.
Тогда существует точная последовательность, связывающая ядра и коядра отображений a, b и c:
{\displaystyle \ker a~{\color {Gray}\longrightarrow }~\ker b~{\color {Gray}\longrightarrow }~\ker c~{\overset {d}{\longrightarrow }}~\operatorname {coker} a~{\color {Gray}\longrightarrow }~\operatorname {coker} b~{\color {Gray}\longrightarrow }~\operatorname {coker} c}
где d — гомоморфизм, известный как связывающий гомоморфизм.
Более того, если морфизм f является мономорфизмом, то и морфизм {\displaystyle \operatorname {ker} a~{\color {Gray}\longrightarrow }~\operatorname {ker} b} — мономорфизм, и если g' является эпиморфизмом, то и {\displaystyle \operatorname {coker} b~{\color {Gray}\longrightarrow }~\operatorname {coker} c} — эпиморфизм.

## Объяснение названия
Чтобы объяснить происхождение названия леммы, представим приведённую выше диаграмму следующим образом:
и заметим, что точная последовательность, существование которой утверждается в лемме, имеет форму ползущей змеи.

## Построение отображений
Отображения между ядрами и отображения между коядрами естественным образом индуцируются данными (горизонтальными) отображениями ввиду коммутативности диаграммы. Точность двух индуцированных последовательностей естественным образом следует из точности строк исходной диаграммы. Важная часть утверждения леммы состоит в существовании связывающего гомоморфизма d, включающегося в точную последовательность.
В случае абелевых групп или модулей над некоторым кольцом, отображение d может быть построено следующим образом:
Выберем элемент x из ker c и рассмотрим его как элемент C; так как g сюръективно, существует y из B, такой, что g(y) = x. Ввиду коммутативности диаграммы, мы имеем g'(b(y)) = c(g(y)) = c(x) = 0 (так как x лежит в ядре c), и следовательно b(y) лежит в ядре g' . Так как нижняя строка точна, мы находим элемент z из A' , такой, что f '(z) = b(y). Элемент z единственен ввиду инъективности f '. Мы определяем d(x) = z + im(a). Остаётся проверить, что d корректно определён (то есть d(x) зависит только от x, а не от выбора y), что он является гомоморфизмом, и что получившаяся последовательность является точной.
Если это сделать, теорема будет доказана для абелевых групп или для модулей над кольцом. В общем случае доказательство может быть переформулировано в терминах свойств стрелок. Другой способ доказательства — использовать теорему Митчелла о вложении.